# Luca Giaimi
Luca Giaimi, né le 12 janvier 2005, est un coureur cycliste italien. Il est membre de l'équipe UAE Emirates Gen-Z.

## Biographie
Luca Giaimi est né en Ligurie, d'un père carabinier et d'une mère avocate. Il a aussi un frère qui joue au tennis. Rapidement intéressé par le cyclisme, il prend sa première licence vers l'âge de sept ans à l'Ucla 1991 Pacan Bagutti, un club de VTT basé à Albenga,. Il intègre ensuite l'UC Alassio.
En 2022, il est transféré dans un club junior d'Ormelle. Il intègre aussi l'équipe nationale d'Italie dans sa catégorie d'âge. Actif sur piste, il se révèle au niveau international en devenant champion du monde et champion d'Europe de poursuite par équipes juniors. Sur route, il s'impose à plusieurs reprises dans des courses nationales. Il participe également au Trophée Centre Morbihan, où il se classe onzième d'une étape.
Lors de la saison 2023, il remporte de nouveau la poursuite par équipes aux championnats d'Europe sur piste juniors, avec la délégation italienne. Il décroche aussi le titre dans la poursuite individuelle en établissant un nouveau record du monde. Aux championnats du monde sur piste juniors, il récolte la médaille d'argent dans la poursuite. Sur route, il est champion d'Europe du contre-la-montre en relais mixte et champion national du contre-la-montre juniors. Il finit par ailleurs cinquième du championnat d'Europe et sixième du championnat du monde dans la discipline du contre-la-montre.
Grâce à ses bonnes performances, il est repéré par les dirigeants d'UAE Emirates, qui l'intègrent dans leur nouveau centre de formation en 2024.

## Palmarès sur route
- 2022
  - Piccola Tre Valli Varesine
- 2023
  -  Champion d'Europe du contre-la-montre en relais mixte juniors
  -  Champion d'Italie du contre-la-montre juniors
  - 3e étape du Watersley junior Challenge
  - 3e du Gran Premio dell'Arno
  - 5e du championnat d'Europe du contre-la-montre juniors
  - 6e du championnat du monde du contre-la-montre juniors
- 2024
  - 2e du Chrono des Nations-Les Herbiers-Vendée espoirs
- 2025
  - Classica da Arrábida
  - 5e étape du Tour de l'Alentejo
  - 3e du championnat d'Italie du contre-la-montre espoirs

## Palmarès sur piste

### Championnats du monde
| Édition / Épreuve       | Poursuite individuelle | Poursuite par équipes |
| Tel Aviv 2022 (juniors) |                        | Or                    |
| Cali 2023 (juniors)     | Argent                 | Or                    |

### Championnats d'Europe
| Édition / Épreuve      | Poursuite individuelle | Poursuite par équipes |
| Anadia 2022 (juniors)  | Or                     | Or                    |
| Anadia 2023 (juniors)  | Or                     | Or                    |
| Cottbus 2024 (espoirs) |                        | Or                    |
| Anadia 2025 (espoirs)  | Bronze                 | Bronze                |

### Championnats nationaux
- 2022
  -  Champion d'Italie de poursuite juniors[4]
  - 2e du championnat d'Italie du kilomètre juniors[4]
- 2023
  -  Champion d'Italie de poursuite juniors[5]
  - 2e du championnat d'Italie du kilomètre juniors[5]